# Borroloola
Borroloola – miasto (town) w Australii, w północno-wschodniej części Terytorium Północnego, położone nad rzeką McArthur, na północ od płaskowyżu Barkly i ok. 50 km na południe od Zatoki Karpentaria. W 2006 roku miasto liczyło 773 mieszkańców, spośród których 579 (74,9%) było Aborygenami.
Borroloola założona została w drugiej połowie XIX wieku. Podstawę gospodarki miasta stanowi turystyka oraz rybołówstwo.